# Euproctis sibulana
Euproctis sibulana är en fjärilsart som beskrevs av Semper 1899. Euproctis sibulana ingår i släktet Euproctis och familjen tofsspinnare. Inga underarter finns listade i Catalogue of Life.